# Pringgowijayan
Pringgowijayan is een bestuurslaag in het regentschap Purworejo van de provincie Midden-Java, Indonesië. Pringgowijayan telt 1471 inwoners (volkstelling 2010).